# SN 2004hq
SN 2004hq – supernowa typu Ia odkryta 9 grudnia 2004 roku w galaktyce A023018-0822. W momencie odkrycia miała maksymalną jasność 23,10m.